# 里見実
里見 実（さとみ みのる、1936年 - 2022年5月9日）は、日本の教育学者。國學院大學名誉教授。専攻は教育社会学。パウロ・フレイレの著作の翻訳で知られ、日本におけるフレイレ研究の第一人者。

## 略歴
東京都出身。1960年東京大学教育学部卒業、1962年同大学院人文科修了。1965年國學院大學文学部専任講師、1970年助教授、1981年教授、2007年定年退職。
教育雑誌『ひと』編集長などを務めた。演劇ワークショップ活動も展開、第三世界の民衆文化運動の翻訳や紹介にも携わった。

## 著書
- 『とびこえよ、その囲いを ― 自由の実践としてのフェミニズム教育』新水社　2006年
- 『学校でこそできることとは、なんだろうか』太郎次郎社　2005年
- 『希望の教育学』太郎次郎社　2001年
- 『学ぶことを学ぶ』太郎次郎社　2001年
- 『働くことと学ぶこと ― わたしの大学での授業』太郎次郎社　1995年
- 『学校を非学校化する ― 新しい学びの構図』太郎次郎社　1994年
- 『パウロ・フレイレを読む ― 抑圧からの解放と人間の再生を求める民衆教育の思想と』太郎次郎社　1993年
- 『地球は、どこへ行く？ ― ゴルフ場・再生紙・缶コーヒー・エビの授業』太郎次郎社　1993年
- 『ラテンアメリカの新しい伝統 ― 〈場の文化〉のために』晶文社　1990年
- 『もうひとつの学校へ向けて』筑摩書房　1986年
- 『被抑圧者の演劇』晶文社　1984年
- 『伝達か対話か ― 関係変革の教育学』亜紀書房　1982年